# Květa Peschkeová
Květoslava „Květa“ Peschkeová (nepřechýleně Peschke, rozená Hrdličková, * 9. července 1975 Bílovec), je česká profesionální tenistka a bývalá deblová světová jednička, která se po ukončení své singlové kariéry specializuje na čtyřhru. Ve své dosavadní kariéře vyhrála na okruhu WTA Tour jeden singlový a třicet šest deblových turnajů. V rámci okruhu ITF získala deset titulů ve dvouhře a osm ve čtyřhře.
Po zisku premiérového grandslamu v ženské čtyřhře Wimbledonu 2011 se 4. července se stabilní slovinskou spoluhráčkou Katarinou Srebotnikovou staly deblovými světovými jedničkami. Na čele klasifikace strávila 10 týdnů. Obě hráčky ukončily vzájemnou spolupráci po dohodě v létě 2012. Novou stabilní partnerkou se v září téhož roku stala německá deblistka Anna-Lena Grönefeldová. V mezidobí odehrála několik turnajů s Němkou Julií Görgesovou. Sezónu 2011 zakončila na 2. místě světového deblového žebříčku WTA a Ženská tenisová asociace ji na konci roku vyhlásila spolu se Srebotnikovou nejlepší deblovou hráčkou roku, Mezinárodní tenisová federace pak mistryní světa ve čtyřhře.
Na žebříčku WTA byla ve dvouhře nejvýše klasifikována v listopadu 2005 na 26. místě a ve čtyřhře pak v červenci 2011 na 1. místě. Trénuje ji Němec Torsten Peschke, za něhož se 5. května 2003 provdala v Berlíně.
V letech 2008, 2010 a 2011 odešla jako poražená finalistka ze čtyřhry Turnaje mistryň. Poprvé v páru s Američankou Rennae Stubbsovou a poté se Srebotnikovou.
V českém fedcupovém týmu debutovala v roce 1998 ve čtvrtfinále Světové skupiny proti Itálii, v němž prohrála dvouhry s Grandeovou i Farinaovou Eliaovou. V soutěži nastoupila k dvaceti mezistátním utkáním s bilancí 6–8 ve dvouhře a 10–7 ve čtyřhře. V roce 2011 byla členkou vítězného českého týmu ve Fed Cupu. Následně oznámila ukončení reprezentační kariéry.

## Tenisová kariéra
V roce 2009 pomohla týmu Kansas City k výhře ve World Team Tennis. V sezóně 2010 se dvakrát probojovala do finále grandslamu v ženské čtyřhře s Katarinou Srebotnikovou na French Open 2010 a s Ajsámem Kúreším ve smíšené čtyřhře na US Open 2010. Obě finále prohrála.

### 2011: Světová jednička ve čtyřhře
V sezóně 2011 pokračovala v deblové spolupráci s Katarinou Srebotnikovou. Dne 4. července se poprvé v kariéře obě hráčky staly světovými jedničkami. Během sezóny získaly šest titulů.
První titul vyhrály na ASB Classic, když ve finále zdolaly dvojici Sofia Arvidssonová a Marina Erakovicová. Poté přišel triumf na Qatar Ladies Open po finálovém vítězství nad párem Liezel Huberová a Naděžda Petrovová. Třetí titul si připsaly na AEGON International po finálové výhře Huberovou a Raymondovou.

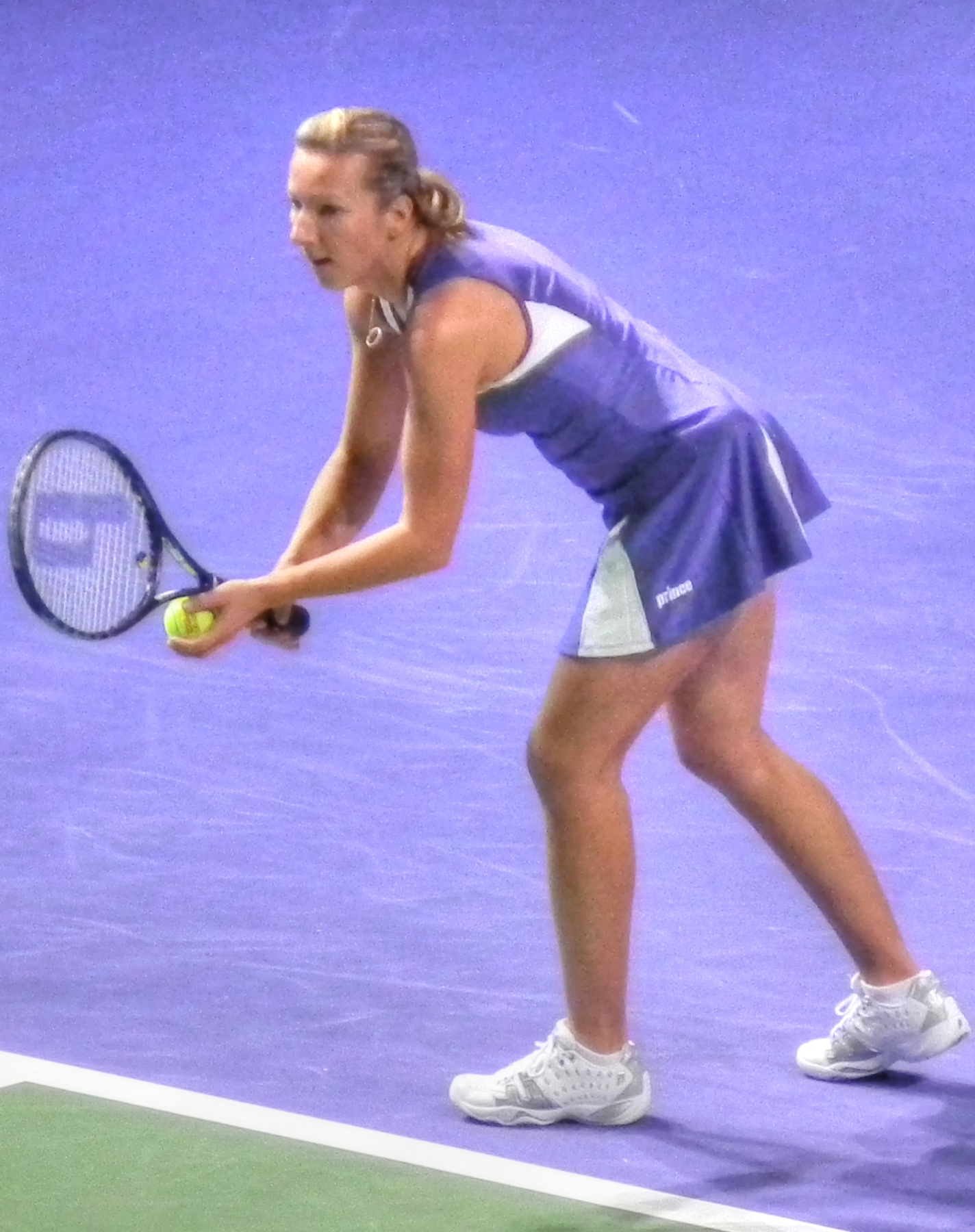
Peschkeová na Turnaji mistryň 2011

Debutový grandslamový vavřín v ženské čtyřhře si připsaly ve Wimbledonu po hladkém průběhu rozhodujícího zápasu o titul proti Sabine Lisické a Samanthě Stosuruvé. Následně triumfovaly na Mercury Insurance Open, když na ně ve finále nestačila americká dvojice Raquel Kopsová-Jonesová a Abigail Spearsová 6–0, 6–2. Poslední šestý titul přišel na události druhé nejvyšší kategorie okruhu China Open, když v boji o titul přehrály bývalé světové jedničky Giselu Dulkovou a Flaviu Pennettaovou.
Kromě toho si zahrály další tři finále, z nichž odešly jako poražené. Jednalo se o Medibank International Sydney, když ve finále podlehly českému páru Iveta Benešová a Barbora Záhlavová-Strýcová, dále na Dubai Tennis Championships nestačily na Huberovou a Martínezovou Sánchezovou a konečně na Mutua Madrileña Madrid Open podlehly dvojici Viktoria Azarenková a Maria Kirilenková. Pár se probojoval do semifinále na Australian Open a ve čtvrtfinále skončil jak na French Open, tak US Open. Srebotniková navíc spolu s Danielem Nestorem získala titul ve smíšené čtyřhře na Australian Open.
Na Turnaj mistryň vstupovaly jako první nasazené. Prohrály ve finále s americkou dvojicí Huberová a Raymondová.
Dne 6. listopadu 2011 ve finále Fed Cupu proti Rusku nastoupila Peschkeová po boku Lucie Hradecké za stavu 2–2 do rozhodujícího zápasu. Ve dvou sadách přehrály pár Maria Kirilenková a Jelena Vesninová – obě hráčky z první světové desítky ve čtyřhře a Česká republika tak po dvaceti třech letech vyhrála celou soutěž.

## Ocenění
Zlatý kanár
- Postup na žebříčku WTA: 1998[5]
- Nejlepší česká hráčka: 1999[5]
- Deblistka roku: 2001, 2005, 2006, 2007, 2008, 2010, 2011[5][6][7][8]

WTA
- Členka nejlepšího páru roku: 2011 (s Katarinou Srebotnikovou)

ITF
- Mistryně světa ve čtyřhře: 2011 (s Katarinou Srebotnikovou)

## Finále na Grand Slamu

### Ženská čtyřhra: 3 (1–2)
| Stav       | rok  | turnaj      | spoluhráčka           | soupeřky ve finále                    | výsledek      |
| ---------- | ---- | ----------- | --------------------- | ------------------------------------- | ------------- |
| Finalistka | 2010 | French Open | Katarina Srebotniková | Serena Williamsová Venus Williamsová  | 2–6, 3–6      |
| Vítězka    | 2011 | Wimbledon   | Katarina Srebotniková | Sabine Lisická Samantha Stosurová     | 6–3, 6–1      |
| Finalistka | 2018 | Wimbledon   | Nicole Melicharová    | Barbora Krejčíková Kateřina Siniaková | 4–6, 6–4, 0–6 |

### Smíšená čtyřhra: 3 (0–3)
| Stav       | rok  | turnaj  | spoluhráč        | soupeři ve finále                  | výsledek                |
| ---------- | ---- | ------- | ---------------- | ---------------------------------- | ----------------------- |
| Finalistka | 2006 | US Open | Martin Damm      | Martina Navrátilová Bob Bryan      | 2–6, 3–6                |
| Finalistka | 2010 | US Open | Ajsám Kúreší     | Liezel Huberová Bob Bryan          | 4–6, 4–6                |
| Finalistka | 2012 | US Open | Marcin Matkowski | Jekatěrina Makarovová Bruno Soares | 7–6(10–8), 1–6, [10–12] |

## Finále na Turnaji mistryň

### Čtyřhra: 3 (0–3)
| Stav       | rok  | turnaj   | spoluhráčka           | soupeřky ve finále                | výsledek |
| ---------- | ---- | -------- | --------------------- | --------------------------------- | -------- |
| Finalistka | 2008 | Dauhá    | Rennae Stubbsová      | Cara Blacková Liezel Huberová     | 1–6, 5–7 |
| Finalistka | 2010 | Dauhá    | Katarina Srebotniková | Gisela Dulková Flavia Pennettaová | 5–7, 4–6 |
| Finalistka | 2011 | Istanbul | Katarina Srebotniková | Liezel Huberová Lisa Raymondová   | 4–6, 4–6 |

## Finále na okruhu WTA Tour
| Legenda                                                    |
| ---------------------------------------------------------- |
| D – dvouhra; Č – čtyřhra                                   |
| Grand Slam (1–2 Č)                                         |
| Turnaj mistryň (0–3 Č)                                     |
| Tier I / Premier Mandatory & Premier 5 / WTA 1000 (7–14 Č) |
| Tier II / Premier / WTA 500 (0–1 D; 20–13 Č)               |
| Tier III, IV & V / International / WTA 250 (1–0 D; 8–10 Č) |

### Dvouhra: 2 (1–1)
| Stav       | č. | datum             | turnaj               | povrch      | soupeřka ve finále  | výsledek |
| ---------- | -- | ----------------- | -------------------- | ----------- | ------------------- | -------- |
| Vítězka    | 1. | 19. dubna 1998    | Makarska, Chorvatsko | antuka      | Li Fang             | 6–3, 6–1 |
| Finalistka | 1. | 7. listopadu 1999 | Lipsko, Německo      | koberec (h) | Nathalie Tauziatová | 1-6, 3-6 |

### Čtyřhra: 78 (36–42)
| Stav       | č.  | datum             | turnaj                                | povrch      | spoluhráčka             | soupeřky ve finále                                             | výsledek                 |
| ---------- | --- | ----------------- | ------------------------------------- | ----------- | ----------------------- | -------------------------------------------------------------- | ------------------------ |
| Finalistka | 1.  | 12. července 1998 | Praha, Česko                          | antuka      | Michaela Paštiková      | Karina Habšudová Silvia Farinaová                              | 6–2, 1–6, 1–6            |
| Vítězka    | 1.  | 2. srpna 1998     | Sopoty, Polsko                        | antuka      | Helena Vildová          | Seda Noorlanderová Åsa Svenssonová                             | 6–3, 6–2                 |
| Finalistka | 2.  | 14. února 1999    | Prostějov, Česko                      | koberec (h) | Helena Vildová          | Nathalie Tauziatová Alexandra Fusaiová                         | 6–3, 2–6, 1–6            |
| Vítězka    | 2.  | 15. dubna 2001    | Estoril, Portugalsko                  | antuka      | Barbara Rittnerová      | Katarina Srebotniková Tina Križanová                           | 3–6, 7–5, 6–1            |
| Finalistka | 3.  | 6. května 2001    | Hamburk, Německo                      | antuka      | Barbara Rittnerová      | Jelena Lichovcevová Cara Blacková                              | 2–6, 6–4, 2–6            |
| Finalistka | 4.  | 30. září 2001     | Lipsko, Německo                       | koberec (h) | Barbara Rittnerová      | Nathalie Tauziatová Jelena Lichovcevová                        | 4–6, 2–6                 |
| Finalistka | 5.  | 6. ledna 2002     | Auckland, Nový Zéland                 | tvrdý       | Henrieta Nagyová        | Liezel Huberová Nicole Arendtová                               | 5–7, 4–6                 |
| Finalistka | 6.  | 27. října 2002    | Lucemburk, Lucembursko                | tvrdý (h)   | Barbara Rittnerová      | Janette Husárová Kim Clijstersová                              | 6–4, 3–6, 5–7            |
| Vítězka    | 3.  | 13. února 2005    | Paříž, Francie                        | koberec (h) | Iveta Benešová          | Dinara Safinová Anabel Garriguesová                            | 6–2, 2–6, 6–2            |
| Finalistka | 7.  | 10. dubna 2005    | Amelia Island, Spojené státy          | antuka (z)  | Patty Schnyderová       | Samantha Stosurová Bryanne Stewartová                          | 4–6, 2–6                 |
| Finalistka | 8.  | 17. dubna 2005    | Charleston, Spojené státy             | antuka (z)  | Iveta Benešová          | Virginia Ruanová Pascualová Conchita Martínezová               | 1–6, 4–6                 |
| Finalistka | 9.  | 24. července 2005 | Cincinnati, Spojené státy             | tvrdý       | María Emilia Salerniová | Abigail Spearsová Laura Granvilleová                           | 6–3, 2–6, 4–6            |
| Finalistka | 10. | 9. října 2005     | Filderstadt, Německo                  | tvrdý (h)   | Francesca Schiavoneová  | Anastasija Myskinová Daniela Hantuchová                        | 0–6, 6–3, 5–7            |
| Vítězka    | 4.  | 30. října 2005    | Linec, Rakousko                       | tvrdý (h)   | Gisela Dulková          | Virginia R. Pascualová Conchita Martínezová                    | 6–2, 6–3                 |
| Vítězka    | 5.  | 12. února 2006    | Paříž, Francie (2)                    | koberec (h) | Émilie Loitová          | Rennae Stubbsová Cara Blacková                                 | 7–6(7–5), 6–4            |
| Vítězka    | 6.  | 25. února 2006    | Dubaj, SAE                            | tvrdý       | Francesca Schiavoneová  | Naděžda Petrovová Světlana Kuzněcovová                         | 3–6, 7–6(7–1), 6–3       |
| Finalistka | 11. | 21. kvěna 2006    | Řím, Itálie                           | antuka      | Francesca Schiavoneová  | Ai Sugijamová Daniela Hantuchová                               | 6–3, 3–6, 1–6            |
| Vítězka    | 7.  | 1. října 2006     | Lucemburk, Lucembursko                | tvrdý (h)   | Francesca Schiavoneová  | Liezel Huberová Anna-Lena Grönefeldová                         | 2–6, 6–4, 6–1            |
| Vítězka    | 8.  | 15. října 2006    | Moskva, Rusko                         | koberec (h) | Francesca Schiavoneová  | Galina Voskobojevová Iveta Benešová                            | 6–4, 6–7(4–7), 6–1       |
| Finalistka | 12. | 22. června 2007   | Eastbourne, Spojené království        | tráva       | Rennae Stubbsová        | Lisa Raymondová Samantha Stosurová                             | 7–6(7–5), 4–6, 3–6       |
| Vítězka    | 9.  | 12. srpna 2007    | Los Angeles, Spojené státy            | tvrdý       | Rennae Stubbsová        | Mara Santangelová Alicia Moliková                              | 6-0, 6-1                 |
| Vítězka    | 10. | 7. října 2007     | Stuttgart, Německo                    | tvrdý (h)   | Rennae Stubbsová        | Čan Jung-žan Dinara Safinová                                   | 6–7(5–7), 7–6(7–4), 10–2 |
| Vítězka    | 11. | 21. října 2007    | Curych, Švýcarsko                     | tvrdý (h)   | Rennae Stubbsová        | Lisa Raymondová Francesca Schiavoneová                         | 7–5, 7–6(7–1)            |
| Finalistka | 13. | 17. února 2008    | Antverpy, Belgie                      | koberec (h) | Ai Sugijamová           | Cara Blacková Liezel Huberová                                  | 1–6, 3–6                 |
| Vítězka    | 12. | 24. února 2008    | Dauhá, Katar                          | tvrdý       | Rennae Stubbsová        | Cara Blacková Liezel Huberová                                  | 6–1, 5–7, 10–7           |
| Finalistka | 14. | 21. června 2008   | Eastbourne, Spojené království        | tráva       | Rennae Stubbsová        | Cara Blacková Liezel Huberová                                  | 6–2, 0–6, [8–10]         |
| Vítězka    | 13. | 23. srpna 2008    | New Haven, Spojené státy              | tvrdý       | Rennae Stubbsová        | Lisa Raymondová Francesca Schiavoneová                         | 4–6, 7–5, 10–7           |
| Finalistka | 15. | 5. říjn 2008      | Stuttgart, Německo                    | tvrdý (h)   | Rennae Stubbsová        | Anna-Lena Grönefeldová Patty Schnyderová                       | 2–6, 4–6                 |
| Finalistka | 16. | 9. listopadu 2008 | Dauhá, Katar                          | tvrdý       | Rennae Stubbsová        | Cara Blacková Liezel Huberová                                  | 1–6, 5–7                 |
| Finalistka | 17. | 15. února 2009    | Paříž, Francie                        | tvrdý (h)   | Lisa Raymondová         | Cara Blacková Liezel Huberová                                  | 4–6, 6–3, [4–10]         |
| Finalistka | 18. | 5. dubna 2009     | Miami, Spojené státy                  | tvrdý       | Lisa Raymondová         | Světlana Kuzněcovová Amélie Mauresmová                         | 6–4, 3–6, [3–10]         |
| Finalistka | 19. | 12. dubna 2009    | Ponte Vedra Beach, Spojené státy      | antuka (z)  | Lisa Raymondová         | Čuang Ťia-žung Sania Mirzaová                                  | 3–6, 6–4, [7–10]         |
| Finalistka | 20. | 16. května 2009   | Madrid, Španělsko                     | antuka      | Lisa Raymondová         | Cara Blacková Liezel Huberová                                  | 6–4, 3–6, [6–10]         |
| Vítězka    | 14. | 16. ledna 2010    | Hobart, Austrálie                     | tvrdý       | Čuang Ťia-žung          | Čan Jung-žan Monica Niculescuová                               | 3–6, 6–3, 10–7           |
| Finalistka | 21. | 20. února 2010    | Dubaj, SAE                            | tvrdý       | Katarina Srebotniková   | Nuria Llagosteraová Vivesová María José Martínezová Sánchezová | 6–7(5–7), 4–6            |
| Vítězka    | 15. | 21. března 2010   | Indian Wells, Spojené státy           | tvrdý       | Katarina Srebotniková   | Naděžda Petrovová Samantha Stosurová                           | 6–4, 2–6, 10–5           |
| Finalistka | 22. | 26. dubna 2010    | Stuttgart, Německo                    | antuka (h)  | Katarina Srebotniková   | Gisela Dulková Flavia Pennettaová                              | 6–3, 6–7(3–7), [5–10]    |
| Finalistka | 23. | 25. května 2010   | French Open, Paříž, Francie           | antuka      | Katarina Srebotniková   | Serena Williamsová Venus Williamsová                           | 2–6, 3–6                 |
| Finalistka | 24. | 14. června 2010   | Eastbourne, Spojené království        | tráva       | Katarina Srebotniková   | Lisa Raymondová Rennae Stubbsová                               | 2–6, 6–2, [11–13]        |
| Finalistka | 25. | 23. srpna 2010    | Montréal, Kanada                      | tvrdý       | Katarina Srebotniková   | Gisela Dulková Flavia Pennettaová                              | 5–7, 6–3, [10–12]        |
| Vítězka    | 16. | 28. srpna 2010    | New Haven, Spojené státy              | tvrdý       | Katarina Srebotniková   | Bethanie Matteková-Sandsová Meghann Shaughnessyová             | 7–5, 6–0                 |
| Finalistka | 26. | 17. října 2010    | Linec, Rakousko                       | tvrdý (h)   | Katarina Srebotniková   | Renata Voráčová Barbora Záhlavová-Strýcová                     | 5–7, 6–7(6–8)            |
| Finalistka | 27. | 31. října 2010    | Dauhá, Katar                          | tvrdý       | Katarina Srebotniková   | Gisela Dulková Flavia Pennettaová                              | 5–7, 4–6                 |
| Vítězka    | 17. | 8. ledna 2011     | Auckland, Nový Zéland                 | tvrdý       | Katarina Srebotniková   | Sofia Arvidssonová Marina Erakovicová                          | 6–3, 6–0                 |
| Finalistka | 28. | 14. ledna 2011    | Sydney, Austrálie                     | tvrdý       | Katarina Srebotniková   | Iveta Benešová Barbora Záhlavová-Strýcová                      | 6–4, 4–6, [7–10]         |
| Finalistka | 29. | 20. února 2011    | Dubaj, SAE                            | tvrdý       | Katarina Srebotniková   | Liezel Huberová María José Martínezová Sánchezová              | 6–7(5–7), 3–6            |
| Vítězka    | 18. | 26. února 2011    | Dauhá, Katar (2)                      | tvrdý       | Katarina Srebotniková   | Liezel Huberová Naďa Petrovová                                 | 7–5, 6–7(2–7), [10–8]    |
| Finalistka | 30. | 30. dubna 2011    | Madrid, Španělsko                     | antuka      | Katarina Srebotniková   | Viktoria Azarenková Maria Kirilenková                          | 4–6, 3–6                 |
| Vítězka    | 19. | 18. června 2011   | Eastbourne, Spojené království        | tráva       | Katarina Srebotniková   | Liezel Huberová Lisa Raymondová                                | 6–3, 6–0                 |
| Vítězka    | 20. | 2. červenec 2011  | Wimbledon, Londýn, Spojené království | tráva       | Katarina Srebotniková   | Samantha Stosurová Sabine Lisická                              | 6–3, 6–1                 |
| Vítězka    | 21. | 7. srpna 2011     | Carlsbad, Spojené státy               | tvrdý       | Katarina Srebotniková   | Raquel Kopsová-Jonesová Abigail Spearsová                      | 6–0, 6–2                 |
| Vítězka    | 22. | 8. října 2011     | Peking, Čína                          | tvrdý       | Katarina Srebotniková   | Gisela Dulková Flavia Pennettaová                              | 6–3, 6–4                 |
| Finalistka | 31. | 30. října 2011    | Istanbul, Turecko                     | tvrdý (h)   | Katarina Srebotniková   | Liezel Huberová Lisa Raymondová                                | 4–6, 4–6                 |
| Vítězka    | 23. | 13. ledna 2012    | Sydney, Austrálie                     | tvrdý       | Katarina Srebotniková   | Liezel Huberová Lisa Raymondová                                | 6–1, 4–6, [13–11]        |
| Finalistka | 32. | 29. září 2012     | Tokio, Japonsko                       | tvrdý       | Anna-Lena Grönefeldová  | Raquel Kopsová-Jonesová Abigail Spearsová                      | 1–6, 4–6                 |
| Vítězka    | 24. | 13. října 2012    | Linec, Rakousko (2)                   | tvrdý(h)    | Anna-Lena Grönefeldová  | Julia Görgesová Barbora Záhlavová-Strýcová                     | 6–3, 6-4                 |
| Finalistka | 33. | 5. ledna 2013     | Brisbane, Austrálie                   | tvrdý       | Anna-Lena Grönefeldová  | Bethanie Matteková-Sandsová Sania Mirzaová                     | 6–4, 4–6, [7–10]         |
| Vítězka    | 25. | 25. května 2013   | Brusel, Belgie                        | antuka      | Anna-Lena Grönefeldová  | Gabriela Dabrowská Šachar Pe'erová                             | 6–0, 6-3                 |
| Finalistka | 34. | 15. června 2013   | Norimberk, Německo                    | antuka      | Anna-Lena Grönefeldová  | Ioana Raluca Olaruová Valerija Solovjovová                     | 6–2, 6-7(3–7), [9–11]    |
| Finalistka | 35. | 11. srpna 2013    | Toronto, Kanada                       | tvrdý       | Anna-Lena Grönefeldová  | Jelena Jankovićová Katarina Srebotniková                       | 7–5, 2–6, [6–10]         |
| Finalistka | 36. | 18. srpna 2013    | Cincinnati, Spojené státy             | tvrdý       | Anna-Lena Grönefeldová  | Sie Šu-wej Pcheng Šuaj                                         | 6–2, 3–6, [10–12]        |
| Vítězka    | 26. | 2. února 2014     | Paříž, Francie (3)                    | tvrdý (h)   | Anna-Lena Grönefeldová  | Tímea Babosová Kristina Mladenovicová                          | 6–7(7–9), 6–4, [10–5]    |
| Finalistka | 37. | 16. února 2014    | Dauhá, Katar                          | tvrdý       | Katarina Srebotniková   | Sie Šu-wej Pcheng Šuaj                                         | 4–6, 0–6                 |
| Vítězka    | 27. | 18. května 2014   | Řím, Itálie                           | antuka      | Katarina Srebotniková   | Sara Erraniová Roberta Vinciová                                | 4–0skreč                 |
| Finalistka | 38. | 16. října 2016    | Linec, Rakousko                       | tvrdý (h)   | Anna-Lena Grönefeldová  | Kiki Bertensová Johanna Larssonová                             | 6–4, 2–6, [7–10]         |
| Vítězka    | 28. | 5. května 2017    | Praha, Česko                          | antuka      | Anna-Lena Grönefeldová  | Lucie Hradecká Kateřina Siniaková                              | 6–4, 7–6(7–3)            |
| Finalistka | 39. | 13. srpna 2017    | Toronto, Kanada                       | tvrdý       | Anna-Lena Grönefeldová  | Jekatěrina Makarovová Jelena Vesninová                         | 0–6, 4–6                 |
| Finalistka | 40. | 29. dubna 2018    | Stuttgart, Německo                    | antuka (h)  | Nicole Melicharová      | Raquel Atawová Anna-Lena Grönefeldová                          | 4–6, 7–6(7–5), [5–10]    |
| Vítězka    | 29. | 4. května 2018    | Praha, Česko (2)                      | antuka      | Nicole Melicharová      | Mihaela Buzărnescuová Lidzija Marozavová                       | 6–4, 6–2                 |
| Finalistka | 41. | 14. července 2018 | Wimbledon, Londýn, Spojené království | tráva       | Nicole Melicharová      | Barbora Krejčíková Kateřina Siniaková                          | 4–6, 6–4, 0–6            |
| Vítězka    | 30. | 5. července 2018  | San José, Spojené státy               | tvrdý       | Latisha Chan            | Ljudmyla Kičenoková Nadija Kičenoková                          | 6–4, 6–1                 |
| Vítězka    | 31. | 14. října 2018    | Tchien-ťin, Čína                      | tvrdý       | Nicole Melicharová      | Monique Adamczaková Jessica Mooreová                           | 6–4, 6–2                 |
| Vítězka    | 32. | 5. ledna 2019     | Brisbane, Austrálie                   | tvrdý       | Nicole Melicharová      | Čan Chao-čching Latisha Chan                                   | 6–1, 6–1                 |
| Finalistka | 42. | 3. května 2019    | Praha, Česko                          | antuka      | Nicole Melicharová      | Anna Kalinská Viktória Kužmová                                 | 6–4, 5–7, [7–10]         |
| Vítězka    | 33. | 4. srpna 2019     | San José, Spojené státy (2)           | tvrdý       | Nicole Melicharová      | Šúko Aojamová Ena Šibaharaová                                  | 6–4, 6–4                 |
| Vítězka    | 34. | 15. září 2019     | Čeng-čou, Čína                        | tvrdý       | Nicole Melicharová      | Yanina Wickmayerová Tamara Zidanšeková                         | 6–1, 7–6(7–2)            |
| Vítězka    | 35. | 29. srpna 2020    | New York, Spojené státy               | tvrdý       | Demi Schuursová         | Nicole Melicharová Sü I-fan                                    | 6–1, 4–6, [10–4]         |
| Vítězka    | 36. | 3. října 2021     | Chicago, Spojené státy                | tvrdý       | Andrea Petkovicová      | Caroline Dolehideová Coco Vandewegheová                        | 6–3, 6–1                 |

## Finále soutěží družstev: 1 (1–0)
| Stav    | Č. | Datum                | Soutěž                     | Povrch    | Spoluhráči                                  | Finalisté                                                                          | Výsledek |
| ------- | -- | -------------------- | -------------------------- | --------- | ------------------------------------------- | ---------------------------------------------------------------------------------- | -------- |
| Vítězka | 1. | 5.–6. listopadu 2011 | Fed Cup 2011 Moskva, Rusko | tvrdý (h) | Petra Kvitová Lucie Šafářová Lucie Hradecká | Anastasija Pavljučenkovová Světlana Kuzněcovová Maria Kirilenková Jelena Vesninová | 3–2      |

## Chronologie výsledků na Grand Slamu

### Ženská čtyřhra
| Turnaj          | 1994    | 1995–1998 | 1999    | 2000    | 2001    | 2002    | 2003 | 2004    | 2005    | 2006 | 2007    | 2008    | 2009    | 2010    | 2011  | 2012    | 2013    | 2014    | 2015    | 2016    | 2017    | 2018    | 2019    | 2020    | 2021    | SR     | V–P    |
| --------------- | ------- | --------- | ------- | ------- | ------- | ------- | ---- | ------- | ------- | ---- | ------- | ------- | ------- | ------- | ----- | ------- | ------- | ------- | ------- | ------- | ------- | ------- | ------- | ------- | ------- | ------ | ------ |
| Australian Open | A       | A         | 3. kolo | 1. kolo | A       | ČF      | A    | A       | 1. kolo | A    | A       | ČF      | 3. kolo | 2. kolo | SF    | 2. kolo | 2. kolo | SF      | 1. kolo | A       | 3. kolo | 3. kolo | 3. kolo | 2. kolo | A       | 0 / 16 | 28–15  |
| French Open     | 2. kolo | A         | 2. kolo | 2. kolo | 3. kolo | 1. kolo | A    | 1. kolo | 3. kolo | ČF   | 3. kolo | 3. kolo | 3. kolo | F       | ČF    | QF      | 2. kolo | ČF      | A       | 1. kolo | 1. kolo | 3. kolo | ČF      | A       | 2. kolo | 0 / 21 | 36–20  |
| Wimbledon       | 1. kolo | A         | 1. kolo | 2. kolo | A       | 2. kolo | A    | A       | 1. kolo | ČF   | ČF      | 3. kolo | A       | ČF      | Vítěz | 2. kolo | SF      | 1. kolo | A       | ČF      | SF      | F       | ČF      | NH      | 1. kolo | 1 / 18 | 39–17  |
| US Open         | A       | A         | 2. kolo | 2. kolo | 3. kolo | 1. kolo | A    | A       | 1. kolo | SF   | SF      | 1. kolo | A       | 3. kolo | ČF    | ČF      | 3. kolo | ČF      | A       | 1. kolo | 1. kolo | 1. kolo | 2. kolo | ČF      | 2. kolo | 0 / 19 | 29–19  |
| výhry–prohry    | 1–2     | 0–0       | 4–4     | 3–4     | 4–1     | 4–4     | 0–0  | 0–1     | 2–4     | 9–3  | 9–3     | 7–4     | 4–2     | 11–4    | 16–3  | 8–4     | 8–3     | 10–4    | 0–1     | 3–3     | 6–4     | 9–4     | 9–4     | 3–2     | 2–3     | 1 / 74 | 132–71 |

| Legenda | Legenda                                   | Legenda | Legenda                     |
| ------- | ----------------------------------------- | ------- | --------------------------- |
| SR      | poměr vyhraných turnajů ku všem odehraným | W–L V–P | výhry–prohry                |
| NH      | daný rok se turnaj nekonal                | A       | turnaje se hráč nezúčastnil |
| 1Q / LQ | prohra v (kole) kvalifikace               | 1k / 1R | prohra v daném kole turnaje |
| QF / ČF | prohra ve čtvrtfinále                     | SF      | prohra v semifinále         |
| F       | prohra ve finále                          | Vítěz   | vítězství v turnaji         |

## Postavení na konečném žebříčku WTA

### Dvouhra
| Rok    | 1992 | 1993   | 1994   | 1995   | 1996   | 1997   | 1998  | 1999  | 2000  | 2001  | 2002   | 2004   | 2005  | 2006   |
| Pořadí | 325. | ▲ 232. | ▼ 241. | ▲ 185. | ▼ 312. | ▲ 239. | ▲ 57. | ▲ 44. | ▼ 47. | ▼ 86. | ▼ 145. | ▲ 116. | ▲ 26. | ▼ 133. |

### Čtyřhra
| Rok    | 2001 | 2002  | 2004   | 2005  | 2006 | 2007  | 2008 | 2009  | 2010 | 2011 | 2012  | 2013  | 2014 | 2015   | 2016  | 2017  | 2018  | 2019  | 2020  | 2021  |
| Pořadí | 48.  | ▼ 68. | ▼ 142. | ▲ 16. | ▲ 8. | ▼ 11. | ▲ 7. | ▼ 26. | ▲ 5. | ▲ 2. | ▼ 17. | ▲ 16. | ▲ 9. | ▼ 401. | ▲ 51. | ▲ 21. | ▲ 13. | ▼ 21. | ▲ 17. | ▼ 52. |